# مطرح أهل طاهر

تعديل مصدري - تعديل

مطرح أهل طاهر هي إحدى قرى عزلة سباح بمديرية سباح التابعة لمحافظة أبين، بلغ تعداد سكانها 54 نسمة حسب تعداد اليمن لعام 2004.